# Ёлочки (фонтан-шутиха)
Ёлочки («Елевое дерево из листовой меди и белого железа») — один из нескольких фонтанов-шутих XVIII века в дворцово-парковом ансамбле Петергофа. Находится у Марлинской аллеи Нижнего парка, северо-западнее Римских фонтанов.

## История создания и судьба
Фонтан-шутиха был создан в правление императрицы Екатерины II в 1784 году по проекту архитектора Ф. А. Стрельникова фонтанным мастером И. В. Кейзером. По другим данным, архитектором фонтана выступил Ф. П. Броуэр.
Фонтанный комплекс «Ёлочки» был разрушен в годы Великой Отечественной войны и воссоздан в 1949 году архитектором А. А. Олем по рисунку 1828 года. Реставрация проводилась в 1958 году бригадой А. Смирнова.

## Описание
Фонтан-шутиха «Ёлочки» — группа из трёх небольших металлических елей, находящихся в одной из куртин Нижнего парка вблизи Оранжереи. Деревья состоят из соединённых трубок в форме ствола и ветвей, покрыты проволочной «хвоей», раскрашены по рисунку 1828 года. Издали их можно принять за настоящие ели.
Создан фонтан для шуток над гостями парка. Когда гости парка проходили мимо фонтана, замаскированного под три ёлочки, включалась вода, и празднично одетые господа и дамы оказывались вымокшими. В настоящее время фонтан работает постоянно.
- Фонтан-шутиха «Ёлочки» в действии, 2016 год